# 대한민국 형법 제32조
대한민국 형법 제32조는 종범에 대한 형법각칙의 조문이다.

## 조문
제32조(종범) ① 타인의 범죄를 방조한 자는 종범으로 처벌한다.

② 종범의 형은 정범의 형보다 감경한다.

第32條(從犯) ① 他人의 犯罪를 幇助한 者는 從犯으로 處罰한다.

② 從犯의 刑은 正犯의 刑보다 減輕한다.

## 비교 조문
일본형법 제63조(종범 감경) 종범의 형은 정범의 형을 감경한다.

## 판례
- 형법 제32조 제1항 소정 타인의 범죄란 정범이 범죄의 실현에 착수한 경우를 말하는 것이므로 종범이 처벌되기 위하여는 정범의 실행의 착수가 있는 경우에만 가능하고 형법 전체의 정신에 비추어 정범이 실행의 착수에 이르지 아니한 예비의 단계에 그친 경우에는 이에 가공하는 행위가 예비의 공동정범이 되는 경우를 제외하고는 종범의 성립을 부정한다[1]

## 같이 보기
- 방조죄

## 참고 문헌
- 김재윤, 손동권, 『새로운 형법각론』, 율곡출판사, 2013. ISBN 978-89-974283-4-2